# Ferdinand-François-Auguste Donnet
Pour les articles homonymes, voir Donnet.

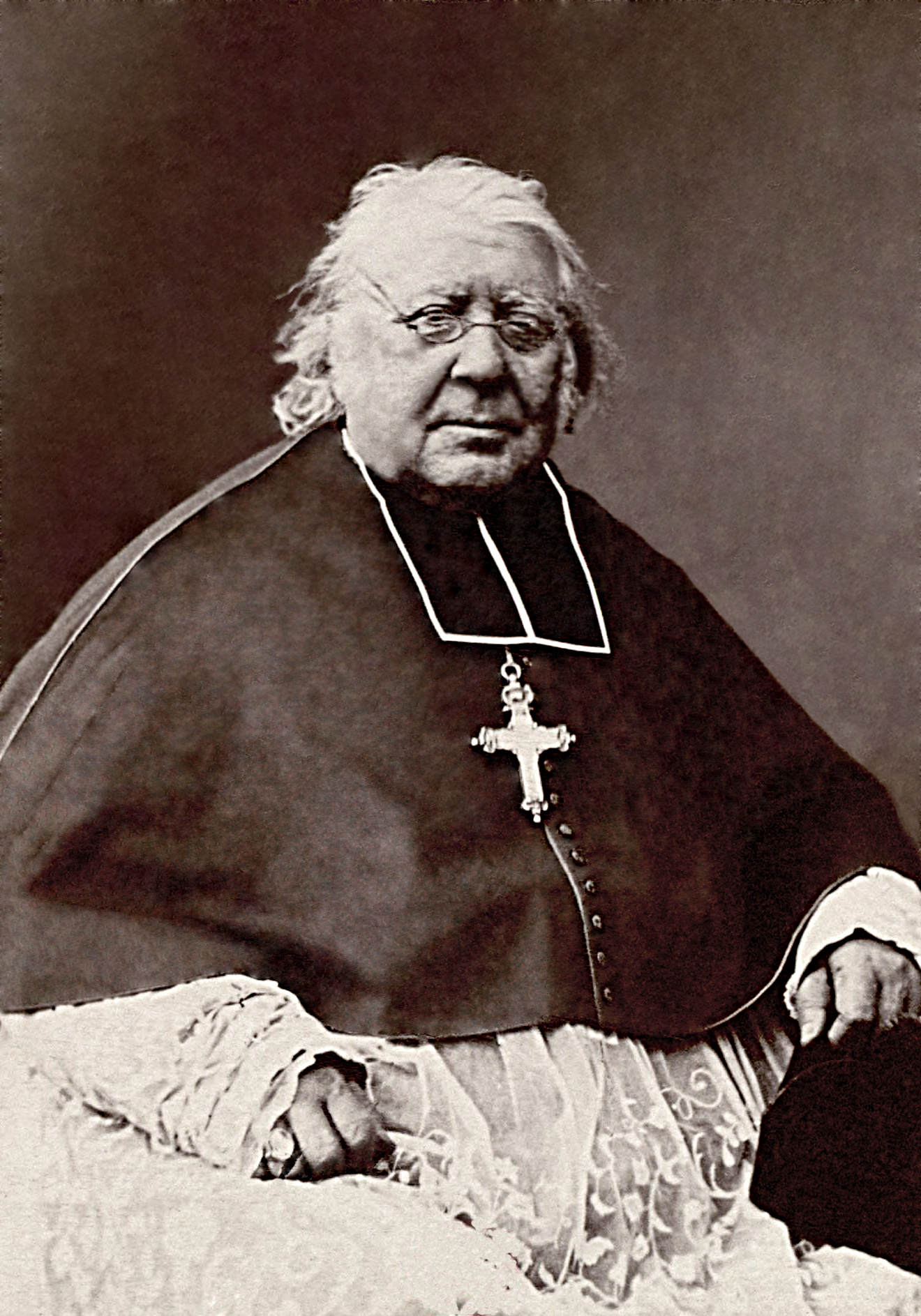
Le cardinal Donnet, par Nadar, vers 1880.

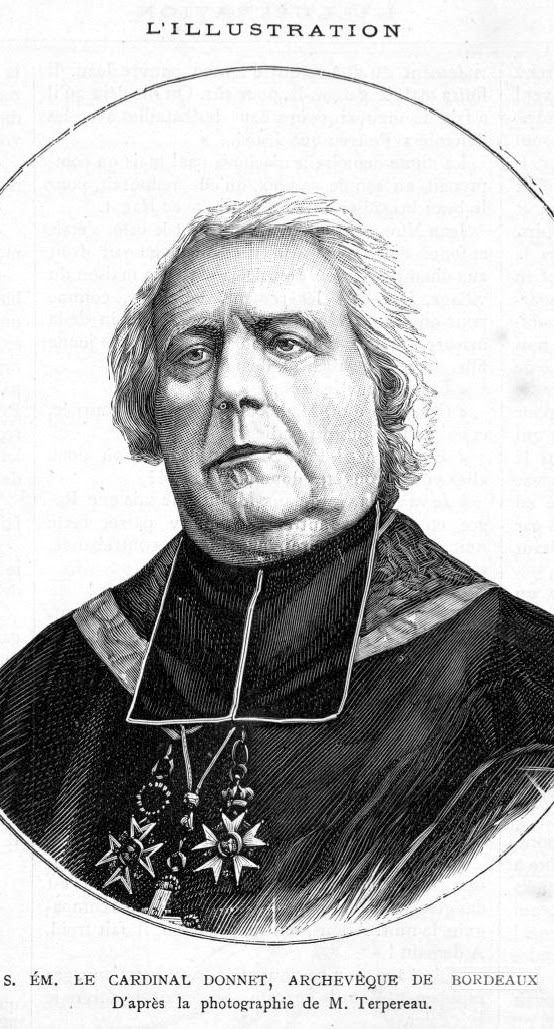
Le cardinal Donnet, par Alphonse Terpereau.

Ferdinand-François-Auguste Donnet, né le 16 novembre 1795 à Bourg-Argental et mort le 23 décembre 1882 à Bordeaux, fut homme d'Église, archevêque et cardinal français.

## Biographie
Ordonné prêtre en 1819, il fut sacré le 30 mai 1835 en qualité d'évêque de Rhosus (de) In partibus infidelium comme coadjuteur de l'évêque de Nancy et de Toul en 1835. Il fut promu archevêque de Bordeaux par ordonnance du 30 novembre 1837 puis cardinal créé par Pie IX du titre de Santa Maria in Via dans le consistoire du 15 mars 1852 jusqu'à sa mort en 1882.
L'épiscopat de Donnet, qui dura plus de 47 ans, compte parmi les plus longs dans les annales de l'Église de France, dépassant en durée celui du cardinal Louis-Jacques-Maurice de Bonald à l'archevêché de Lyon (32 ans).
Devenu cardinal, il devint de droit sénateur du Second Empire, favorable à Napoléon III : « Nous ferons servir notre action morale au rétablissement des idées de justice, d'autorité, si fatalement obscurcies dans l'anarchie des révolutions... ». D'une façon générale il se méfie de l'instruction. Donnet pense que, pour les campagnes, le séjour prolongé, outre mesure, des enfants dans les écoles présente un danger car, dit-il, c'est le lieu où ils puisent le mépris des travaux des champs et l'irrésistible désir d'aller habiter les villes.
Le cardinal Donnet fut un des grands activistes de la tentative de canonisation de Christophe Colomb, pourtant massacreur des populations indigènes. Le pape Pie IX n'accéda pas à cette demande de béatification mais la démarche du cardinal inspira le romancier Alejo Carpentier qui, dans La Harpe et l'Ombre (Prix Médicis étranger 1978), fait une description très ironique de cette compétition mémorielle entre les catholiques et les anticléricaux.
« Le Cardinal - un seigneur dans sa ville - vit dans un cadre fastueux, rue Vital-Carles, dans l'ancien palais du gouverneur, arraché par Donnet au pouvoir politique, couvrant 3192 mètres carrés au centre de Bordeaux. (…) Le palais est marqué par l'empreinte de Donnet qui l'a aménagé et il reflète la grande période du catholicisme du XIXème. »
Le cardinal se sera bien enrichi pendant son long épiscopat, se faisant construire un palais d'été à Bourg-Argental, son village natal, aujourd'hui mairie. À sa mort, il légua cette demeure à la paroisse. Pendant le Second Empire, Ferdinand Donnet cumulait sa rente d'archevêque (25 000 F), celle de cardinal (10 000 F), de Sénateur (30 000 F), son indemnité du Conseil général (8 000 F). Soit 73 000 F (plus de 15 000€/mois en valeur 2006). À ces sommes s'ajoutaient quantité de revenus annexes, qui font que d'aucuns estiment qu'il gagnait environ'un million d'euros par an (valeur 2006). 
Son palais d'été fit office de presbytère à Bourg-Argental jusqu'en juin 1909, date de l'expulsion du curé Grata et de ses vicaires par les forces de l'ordre. Le cardinal Donnet éloigna en 1869 l'abbé Xavier Mouls de la ville d'Arcachon, commune dont l'abbé Jean-François-Xavier Mouls était pourtant l'un des fondateurs.

## Les «clochers Donnet»
C'est sous son influence que fut lancé « le plus formidable mouvement de restauration et de reconstruction d'édifices religieux que la Gironde ait connu ».
Le cardinal « entreprend une vaste campagne de reconquête des fidèles et entend offrir à leur communauté les édifices de culte vastes et en bon état qui pourront les abriter et témoigner de la vivacité de la foi comme au Moyen Âge ». « Du propre aveu du cardinal, ce sont 310 églises, 100 clochers, 30 presbytères et un grand nombre de chapelles qui seront ainsi démolis, transformés, rebâtis, rénovés, sur les 605 églises que comptent les 554 communes de Gironde
Lesdits travaux ne sont pas sans provoquer oppositions et polémiques, non seulement de la part des responsables locaux, premiers intéressés puisque les églises sont, depuis 1790, propriétés des communes, et que ce sont eux qui sont contraints de les financer, mais aussi de la part d'une partie de l'intelligentsia girondine. On prête à Georges Eugène Haussmann, lui-même préfet de la Gironde de 1851 à 1853, cette adresse à l'archevêque de Bordeaux : « Notre département, Monseigneur, ressemblera d'ici peu à un hérisson ! »
Léo Drouyn renchérit ultérieurement : « Les fantaisies du cardinal Donnet [ont] fait plus de mal aux églises girondines que la Guerre de Cent Ans, les guerres de religion et la Révolution réunies. »
Les architectes le plus souvent commis sont le bordelais Henri Duphot — à qui l'on doit, entre autres, les restaurations et donc, les flèches, de l'église Saint-Amand de Caudéran, de l'église Saint-Vincent de Portets (1861), de l'église Notre-Dame de Virelade (1866) et de l'église Saint-Gervais-Saint-Protais de Langon (1845–1869) — Paul Abadie — auteur des restaurations de l'abbatiale Sainte-Croix de Bordeaux, de la flèche de la basilique Saint-Michel de Bordeaux, de l'Église Saint-Ferdinand de Bordeaux, de l'église de la Bastide de Bordeaux, tous édifices bordelais ainsi que de la très controversé basilique du Sacré-Cœur de Montmartre — un certain Ch. Durand.
Jean-Auguste Brutails, dans son livre Les vieilles églises de la Gironde publié en 1912, ne laisse pas d'insister sur les dépréciations commises par le cardinal et ses affidés :
- Au sujet du clocher tour Pey Berland de Bordeaux[10] : « Le cardinal Donnet le fit racheter en 1850 et le dénatura en posant sur la flèche une statue de Notre-Dame d'Aquitaine[N 1] » ;
- Au sujet de l'abbatiale Sainte-Croix de Bordeaux[11] : « Enfin, Abadie vint... Son projet est de décembre 1860. L'histoire détaillée de cette restauration serait d'un intérêt piquant. Soutenu par des alliés puissants, parmi lesquels il faut compter le cardinal Donnet, Abadie entreprit de transformer l'église, et il y réussit ». Suit le détail des malfaçons du clocher entre autres.

## Légende
Il aurait été enterré une première fois en 1826, à l'âge de 31 ans, car déclaré mort durant son sermon lorsqu'il n'était encore que prêtre. Ce serait un de ses amis qui demanda à ouvrir le cercueil après avoir entendu des coups venant de celui-ci. Le cardinal aurait donc vu et vécu la préparation de son enterrement et ses proches lui dire adieu sans pouvoir réagir.

## Hommages
Le cardinal Donnet est représenté sur l'un des vitraux de la basilique Notre-Dame de Verdelais.

## Distinctions
- Grand-croix de la Légion d'honneur (3 mars 1875)[14].
- Grand-croix de l'ordre de Charles III.
- Commandeur de l'ordre de Saint-Grégoire-le-Grand.
- Commandeur de l'Ordre du Christ (Portugal).

## Sources
- Les papiers personnels de Ferdinand-François-Auguste Donnet sont conservés aux Archives nationales sous la cote 160AP[15].
- Instructions, mandements, lettres et discours de Mgr l'archevêque de Bordeaux Ferdinand-François-Auguste Donnet, sur les principaux objets de la sollicitude pastorale. De 1837 à 1850, Bordeaux, impr. de H. Faye, 1850, 496 p. (lire en ligne).